# Jamaat-e-Islami

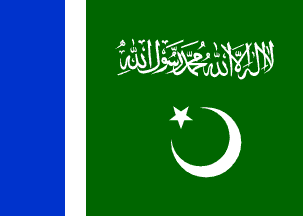
Bandera del Partit a Pakistan

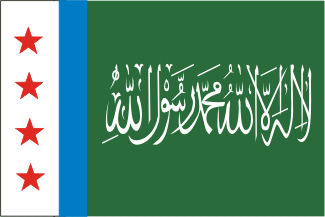
Bandera del Partit a Caixmir

Jamaat-e-Islami (en urdú جماعتِ اlلامی, "Assemblea Islàmica") és un partit polític islamista del Subcontinent indi. Va ser fundat a Lahore, a l'Índia, per Sayyid Abul Ala Maududi el 26 d'agost de 1941, essent el partit religiós més antic del Pakistan i l'Índia. Va ingressar a la Muttahida Majlis-e-Amal del Pakistan.
Aquest partit pretén instaurar governs islàmics al Pakistan, Bangladesh i l'Afganistan. S'oposa al món occidental i a la seva influència, inclòs el capitalisme, el socialisme, o pràctiques com l'interès bancari, i preconitza l'ordre econòmic islàmic i la reinstauració del califat.
Han aparegut diverses organitzacions amb objectius i ideologies similars a l'Índia, Bangladesh, l'Afganistan i Sri Lanka. El 1990 va donar origen al moviment del Caixmir conegut com a Hizb-ul-Mujahideen, del que va fer funcions de branca política i li va donar fons i ajut militar. Després del 1993 al Caixmir va agafar el nom de Kashmiri Jamaat-i-Islami, dirigit per Abdul-Majid Dar que al mateix temps fou comandant militar. També manté "relacions fraternals estretes" amb els moviments islamistes d'altres continents i països, especialment amb els Germans Musulmans o amb Akhwan-al-Muslimeen.